# Hopning
Hopning  är en stilfigur där flera synonymer eller andra närliggande ord placeras i tät följd. Figuren är tydliggörande och förstärkande och står i kontrast till pleonasmen. Det latinska ordet för hopning är accumulatio och betyder just ”att samla”.

## Bakgrund
Hopning är en retorisk benämning för upprepande ord i ett svep. När en mängd synonymer eller närliggande ord staplas på varandra kallar man denna retoriska figur för hopning. Stilfiguren tillhör förändringskategorin upprepning och dess retoriska uppgift är att med hjälp av varierad upprepning bidra med tyngd och kraft i talet.
Alla former av upprepning av ord, ljud, konstruktioner, grammatiska mönster och så vidare kan kallas parallellismer. Enligt Janne Lindqvist är parallellism en samlingsterm för upprepningar i överlag. Några exempel på parallellismens underavdelningar är allitteration, rim, assonans, anafor,  epifor, pleonasm, hopning, kiasm och trikolon.

## Funktion
Hopning kan ha en pedagogisk funktion då den tydliggör och förstärker det som  sägs. Stilfiguren  kan även späda på en viss känsla på ett sätt som förstärker ärligheten i talet. Det blir därför lättare att relatera till det som sägs då det sätts flera liknande ord efter varandra som håller kvar vid en specifik känsla. Hopningsverkan skulle bli ändå starkare om man radade upp fler led efter varandra, men om det blir för många led kan resultatet bli enformigt och svulstigt.
Den romerska retorikern Quintilianus skrev, i en magnifik hopning, att "En röst är konstfull om den är flytande, stark, fyllig, flexibel, stadig, ljuv, uthållig, klar, ren, skär genom luften och fäster sig i örat".

## Exempel
- "När du är elak mot mig blir jag sårad, ledsen, sorgsen, förolämpad, förnärmad och stött."
- "Doften av sommarens blommor får mig att känna lycka, upprymdhet, eufori,  glädje och lust."
- "Såret värker och smärtar, bultar och bankar, svider och bränner."

## Fotnoter
1. ↑  Lindqvist Grinde, Janne (2008). Klassisk retorik för vår tid (1. uppl.). Lund: Studentlitteratur. Libris 10953093. ISBN 9789144047881
2. ↑  Hellspong, Lennart (2004). Konsten att tala: handbok i praktisk retorik (2., [utök.] uppl.). Lund: Studentlitteratur. Libris 9696836. ISBN 9144036345
3. ↑  Quintilianus, Marcus Fabius. ”11.3.40”. Institutio Oratoria